# Liste des évêques de Leeds
L'évêque de Leeds est un dignitaire de l'Église catholique en Angleterre et au pays de Galles, titulaire du diocèse de Leeds. Le siège épiscopal est la cathédrale Sainte-Anne de Leeds. Ce diocèse fait partie de la province ecclésiastique de Liverpool, qui en compte six autres : Hallam, Hexham et Newcastle, Lancaster, Liverpool, Middlesbrough et Salford.
Le diocèse de Leeds existe depuis le rétablissement de la hiérarchie catholique en 1850 par la bulle Universalis Ecclesiae (en). Il a d'abord porté le nom de diocèse de Beverley, succédant au vicariat apostolique du district du Yorkshire avant de prendre son nom actuel en 1878. Le siège de Leeds est resté vacant à la suite de la nomination à Rome d'Arthur Roche comme secrétaire de la Congrégation pour le culte divin et la discipline des sacrements. Dpuis 2014, il est occupé par Marcus Stock (en).
| Vicaire apostolique du district du Yorkshire | Vicaire apostolique du district du Yorkshire | Vicaire apostolique du district du Yorkshire |
| -------------------------------------------- | -------------------------------------------- | --- |
| 1840-50                                      | John Briggs                                  | Il était auparavant vicaire apostolique du district du Nord |
| Évêques de Beverley                          |                                              | |
| 1850-60                                      | John Briggs                                  | Nommé évêque de Beverley en 1850 |
| 1860-78                                      | Robert Cornthwaite                           | |
| Évêques de Leeds                             |                                              | |
| 1878-90                                      | Robert Cornthwaite                           | Le diocèse a changé de nom en 1878 |
| 1890-1911                                    | William Gordon                               | Il était auparavant évêque coadjuteur de Leeds |
| 1911-36                                      | Joseph Cowgill                               | il était auparavant coadjuteur de Leeds |
| 1936-50                                      | Henry Poskitt                                | |
| 1951-57                                      | John Carmel Heenan                           | Nommé en 1957 archevêque de Liverpool |
| 1957-65                                      | George Dwyer (en)                            | Nommé en 1965 archevêque de Birmingham |
| 1966-85                                      | William Wheeler                              | Il était auparavant coadjuteur de Middlesbrough |
| 1985-2004                                    | David Konstant (en)                          | Il était auparavant évêque auxiliaire de Westminster |
| 2004-2012                                    | Arthur Roche                                 | Il était auparavant évêque auxiliaire de Westminster, puis coadjuteur de Leeds Il est nommé le 26 juin 2012 secrétaire de la Congrégation pour le culte divin et la discipline des sacrements puis créé cardinal le 27 août 2022 |
| 2014-                                        | Marcus Stock (en)                            | |

## Sources
- (en) Fiche sur le diocèse de Leeds sur le site Catholic Hierarchy